# Rio Valdivia
O Rio Valdivia é um rio sul-americano que banha o Chile.